# Bíšápúr

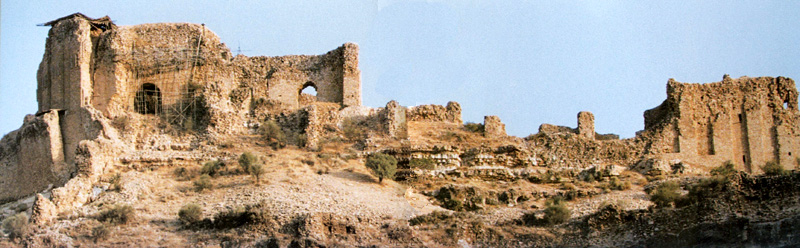
Hrad Qale-je Dochtar

Bíšápúr (persky بیشاپور‎) bylo starověké sásánovské hlavní město, jehož pozůstatky se nacházejí v dnešní provincii Fárs asi 140 km od města Šírázu. Bíšápúr se nacházel na staré silnici, která spojovala starověká města Stachr a Ktésifón.

## Historie
Město bylo založeno sásánovským králem Šápúrem I. v roce 266 n. l. Ve středoperštině neslo město název Veh Šáhpuhr (Šápúr je nejlepší), z čehož vzniklo novoperské pojmenování Bíšápúr. Toto hlavní město stejně jako jiné stavby, jako je most u města Šúštar, bylo postaveno římskými vojáky, kteří padli do zajetí po porážce císaře Valeriana v roce 260 n. l.
Srdcem města byl hrad Qale-je Dochtar (قلعه دختر), jehož pozůstatky se tyčí na strmé skále nad pozůstatky Bíšápuru. Nejstarším pozůstatkem je šest skalních reliéfů v nedaleké soutěsce. První reliéf je kopie reliéfu z Naqš-e Rostam, kde bůh Ahura Mazda předává Ardašírovi I. vládu nad Íránem. Další dva reliéfy znázorňují vítězství krále Šápura nad císařem Valerianem. Čtvrtý reliéf nechal vytesat král Bahrám II. Pátý reliéf znázorňuje krále Bahráma I., jak symbolicky přijímá vládu nad Íránem z rukou Ahura Mazdy. Poslední reliéf znázorňuje potlačení vzpoury Šápúrem II.
Celé město bylo obklopeno hradbami vysokými 10 metrů a mělo asi 80 000 obyvatel. Bíšápúr byl významným centrem sásánovské říše do 7. století, kdy Írán dobyli Arabové a udělali z města centrum islámských nauk. Za nich význam Bíšápúru upadl.